# Greater Vancouver
Greater Vancouver (również Metro Vancouver) – dystrykt regionalny w kanadyjskiej prowincji Kolumbia Brytyjska. Siedziba władz znajduje się w Burnaby, jednak największym miastem jest Vancouver.
Greater Vancouver ma 2 313 328 mieszkańców. Język angielski jest językiem ojczystym dla 57,5%, pendżabski dla 6,2%, kantoński dla 5,7%, mandaryński dla 4,0%, tagalog dla 2,6%, koreański dla 2,0%, perski dla 1,5%, hiszpański dla 1,4%, niemiecki dla 1,2%, francuski dla 1,1%, hindi dla 1,0% mieszkańców (2011).